# Eternal (Klaus Schulze)
Eternal is een muziekalbum van Klaus Schulze. Het album werd (door hem zelf) uitgegeven ter gelegenheid van de zeventigste verjaardag (4 augustus 2017) van de Duitse synthesizerbespeler. Het album bevat geen nieuwe muziek, maar is een verzameling van tracks die of nog niet eerder te verkrijgen waren of alleen tijdens een beurs waar hij optrad te koop waren. De aankondiging dat album 1 geheel uit nog niet uitgegeven muziek zou bestaan is niet geheel juist (zie onder). De opnamen van die muziek dateert uit 2006/2007.

## Musici
- Klaus Schulze – synthesizers, elektronica

## Muziek
| Nr. | Titel           | Duur  |
| --- | --------------- | ----- |
| 1.  | Rhodes romance  | 47:41 |
| 2.  | Minority report | 13:33 |
| 3.  | Mongolia        | 18:23 |

| Nr. | Titel                      | Duur  |
| --- | -------------------------- | ----- |
| 1.  | Schrittmacher              | 13:35 |
| 2.  | Ion/Andromeda              | 16:07 |
| 3.  | Andromeda-The grand trance | 41:09 |

Voor Rhodes romance laste Schulze een ander slot aan The Rhodes violin van album Shadowlands. De eerste 39 minuten zijn hetzelfde, doch daarna is in The Rhodes violin een elektrische viool ingevoegd, die hier ontbreekt. Schrittmacher is een track die verscheen als single bij Manikin Records in 2004; Ion en Andromeda, gesponsord door Alesis verschenen op een cd, die werd geperst voor een muziekbeurs in Frankfurt am Main in april 2004. Ion/Andromeda verscheen daarbij al eerder als bonustrack bij het album Le moulin de Daudet. 